# Lijst van schilderijen in het Rijksmuseum Amsterdam/Ga-Gm
Lijst van schilderijen in het Rijksmuseum Amsterdam met werken van schilders van wie de achternaam begint met de letters Ga t/m Gm. Vermeldingen in het grijs geven aan dat het werk geen deel meer uitmaakt van de collectie van het Rijksmuseum, bijvoorbeeld omdat het in bruikleen gegeven is aan een andere instelling of omdat het teruggegeven is aan de bruikleengever.
| Inventarisnummer | Toeschrijving                                                         | Titel | Datering      | Afbeelding |
| ---------------- | --------------------------------------------------------------------- | --- | ------------- | ---------- |
| SK-A-4827        | Pieter Gaal                                                           | De Gerechtigheid | 1802          |            |
| SK-A-4828        | Pieter Gaal                                                           | Mozes met de tafelen der wet | 1803          |            |
| SK-A-4670        | Paul Joseph Constantin Gabriël                                        | Landschap met twee bomen | 1860-1867     |            |
| SK-A-3589        | Paul Joseph Constantin Gabriël                                        | Landschap bij Abcoude | 1860-1870     |            |
| SK-A-2266        | Paul Joseph Constantin Gabriël                                        | Molen bij een plas | 1860-1903     |            |
| SK-A-4669        | Paul Joseph Constantin Gabriël                                        | Boerderij in open veld | 1860-1903     |            |
| SK-A-3082        | Paul Joseph Constantin Gabriël                                        | Zonnige dag | 1860-1903     |            |
| SK-A-2265        | Paul Joseph Constantin Gabriël                                        | Landschap bij Kortenhoef | 1877          |            |
| SK-A-2290        | Paul Joseph Constantin Gabriël                                        | Een wetering bij Abcoude | 1878          |            |
| SK-A-3590        | Paul Joseph Constantin Gabriël                                        | Landschap met molens | 1880-1900     |            |
| SK-A-1505        | Paul Joseph Constantin Gabriël                                        | In de maand juli | 1889          |            |
| SK-A-2983        | Paul Joseph Constantin Gabriël                                        | Eendennesten | Ca. 1890-1900 |            |
| SK-A-2381        | Paul Joseph Constantin Gabriël en Johannes Hubertus Leonardus de Haas | De Winkel te Abcoude | Ca. 1877      |            |
| SK-A-3431        | Taddeo Gaddi                                                          | Madonna van de nederigheid | Ca. 1390      |            |
| SK-A-113         | Adriaen van Gaesbeeck                                                 | Jongeman in een studeerkamer | 1640-1650     |            |
| SK-A-4684        | Pierre Victor Galland                                                 | De industrie | 1845-1892     |            |
| SK-A-1809        | Emmanuel Gallard-Lepinay                                              | Venetië | 1865-1885     |            |
| SK-A-1634        | Pieter Gallis                                                         | Stilleven | 1667          |            |
| SK-A-1737        | Pieter Gallis                                                         | Stilleven met vruchten | 1673          |            |
| SK-A-1572        | Guilliam du Gardijn                                                   | Farao's dochter vindt Mozes in het biezen mandje | Ca. 1615-1630 |            |
| SK-C-1382        | Jacob van Geel                                                        | Boslandschap | 1633          |            |
| SK-A-3968        | Jacob van Geel                                                        | Boslandschap | 1633          |            |
| SK-A-115         | Joost van Geel                                                        | Zelfportret | 1670-1698     |            |
| SK-A-2150        | Geertgen tot Sint Jans                                                | De aanbidding van de koningen | Ca. 1480-1485 |            |
| SK-A-500         | Atelier van Geertgen tot Sint Jans                                    | De heilige maagschap | Ca. 1495      |            |
| SK-A-3901        | Omgeving van Geertgen tot Sint Jans                                   | De boom van Jesse | Ca. 1500      |            |
| SK-A-4190        | Wybrand de Geest                                                      | Portret van een officier | Ca. 1625-1635 |            |
| SK-A-1780        | Wybrand de Geest                                                      | Zelfportret | 1629          |            |
| SK-A-1781        | Wybrand de Geest                                                      | Portret van Hendrickje Uylenburgh | 1629          |            |
| SK-A-570         | Wybrand de Geest                                                      | Portret van Ernst Casimir I, graaf van Nassau-Dietz | Ca. 1630-1635 |            |
| SK-A-1908        | Wybrand de Geest                                                      | Portret van een jongen met kolfstok | 1631          |            |
| SK-A-530         | Wybrand de Geest                                                      | Portret van Willem Frederik, graaf van Nassau-Dietz | 1632          |            |
| SK-A-533         | Wybrand de Geest                                                      | Portret van Hendrik Casimir I, graaf van Nassau-Dietz | Ca. 1632      |            |
| SK-A-569         | Wybrand de Geest                                                      | Portret van Hendrik Casimir I, graaf van Nassau-Dietz | Ca. 1632      |            |
| SK-A-571         | Wybrand de Geest                                                      | Portret van Ernst Casimir I, graaf van Nassau-Dietz | 1633          |            |
| SK-A-1356        | Wybrand de Geest                                                      | Portret van een vrouw, vermoedelijk Sophia Anna van Pipenpoy, gravin Van Schellart                                                                                  | 1659          |            |
| SK-A-566         | Atelier van Wybrand de Geest                                          | Groepsportret van de vier broers van Willem I, prins van Oranje: de graven van Nassau Jan (1536-1606), Hendrik (1550-74), Adolf (1540-68) en Lodewijk (1538-74)     | Ca. 1630      |            |
| SK-A-522         | Atelier van Wybrand de Geest                                          | Portret van Adolf, graaf van Nassau | Ca. 1633-1635 |            |
| SK-A-524         | Atelier van Wybrand de Geest                                          | Portret van Hendrik, graaf van Nassau | Ca. 1633-1635 |            |
| SK-A-2695        | Arent de Gelder                                                       | Koning David | 1680-1685     |            |
| SK-C-1124-2      | Arent de Gelder                                                       | Portret van Ernest de Beveren, heer van West-IJsselmonde en De Lindt                                                                                                | 1685          |            |
| SK-C-1383        | Arent de Gelder                                                       | Portret van Ernest de Beveren, heer van West-IJsselmonde en De Lindt                                                                                                | 1685          |            |
| SK-A-3969        | Arent de Gelder                                                       | Portret van Ernest de Beveren, heer van West-IJsselmonde en De Lindt                                                                                                | 1685          |            |
| SK-A-2360        | Arent de Gelder                                                       | Christus voor Kajafas | 1700-1727     |            |
| SK-A-2359        | Arent de Gelder                                                       | De gevangenneming van Christus | 1710-1727     |            |
| SK-C-1220        | Arent de Gelder                                                       | Portret van Hermanus Boerhaave met zijn vrouw Maria Drolenvaux en dochtertje Johanna Maria                                                                          | 1720-1725     |            |
| SK-A-4034        | Arent de Gelder                                                       | Portret van Hermanus Boerhaave met zijn vrouw Maria Drolenvaux en dochtertje Johanna Maria                                                                          | 1720-1725     |            |
| SK-A-1536        | Nicolaes van Gelder                                                   | Stilleven | 1664          |            |
| SK-A-912         | Gortzius Geldorp                                                      | Portret van Jean Fourmenois | 1590          |            |
| SK-A-2072        | Gortzius Geldorp                                                      | Portret van Hortensia del Prado | 1596          |            |
| SK-A-915         | Gortzius Geldorp                                                      | Portret van Gualtero del Prado | 1597          |            |
| SK-A-2081        | Gortzius Geldorp                                                      | Portret van Hortensia del Prado | 1599          |            |
| SK-A-2070        | Gortzius Geldorp                                                      | Portret van Catharina Fourmenois | 1604          |            |
| SK-A-2071        | Gortzius Geldorp                                                      | Portret van een zuster van Catharina Fourmenois | 1606          |            |
| SK-A-914         | Gortzius Geldorp                                                      | Portret van Lucretia Pellicorne | 1608          |            |
| SK-A-916         | Gortzius Geldorp                                                      | Portret van Jeremias Boudinois | 1610          |            |
| SK-A-917         | Gortzius Geldorp                                                      | Portret van Lucretia del Prado | 1610          |            |
| SK-A-1337        | Bernard te Gempt                                                      | Sint Bernardshond | Ca. 1850-1879 |            |
| SK-A-1838        | Abraham Genoels                                                       | Landschap met Diana op jacht | 1670-1723     |            |
| SK-A-1839        | Abraham Genoels (II)                                                  | Landschap met Apollo en Kalliope | 1670-1723     |            |
| SK-C-1525        | François Gérard                                                       | Portret van Carolina Ferdinanda Louisa van Sicilië in het park van Bagatelle in het Bois de Boulogne bij Parijs                                                     | 1815          |            |
| SK-C-1120        | Atelier van François Gérard                                           | Portret van Napoleon I, keizer der Fransen | Ca. 1805-1815 |            |
| SK-A-3401        | Niccolò di Pietro Gerini                                              | De kruisiging | Ca. 1390      |            |
| SK-A-5062        | Ger Gerrits                                                           | Compositie no. 64 | 1949          |            |
| SK-A-4255        | Jacob de Gheyn (II)                                                   | Spaanse strijdhengst, buitgemaakt door Lodewijk Gunther van Nassau op Aartshertog Albertus van Oostenrijk in de slag bij Nieuwpoort en geschonken aan prins Maurits | 1603          |            |
| SK-A-2395        | Jacob de Gheyn (II)                                                   | Venus en Amor | 1605-1610     |            |
| SK-A-3033        | Toegeschreven aan Giampietrino                                        | Maria met kind | 1510-1525     |            |
| SK-A-126         | Pieter Gijsels                                                        | Vlaams dorp | 1650-1691     |            |
| SK-A-2213        | Pieter Gijsels                                                        | Stilleven bij een fontein | 1680-1691     |            |
| SK-C-1353        | Luca Giordano                                                         | Vier musicerende vrouwen | 1658-1660     |            |
| SK-A-1810        | Hippolyte Girard                                                      | Heide met schapen | 1887          |            |
| SK-A-4943        | Anne-Louis Girodet-Trioson                                            | Portret van Hortense de Beauharnais, koningin van Holland | Ca. 1805-1809 |            |
| SK-A-1527        | Nicolaes de Giselaer                                                  | De aartsengel Gabriël verschijnt aan Zacharias | 1625          |            |
| SK-A-118         | Johannes Glauber                                                      | Arcadisch landschap met Mercurius en Io | 1680-1726     |            |
| SK-A-119         | Johannes Glauber                                                      | Arcadisch landschap met badende Diana | 1680-1726     |            |
| SK-A-1200        | Johannes Glauber                                                      | Arcadisch landschap met Jupiter en Io | 1680-1726     |            |
| SK-A-1201        | Johannes Glauber                                                      | Arcadisch landschap | 1680-1726     |            |
| SK-A-1202        | Johannes Glauber                                                      | Arcadisch landschap | 1680-1726     |            |
| SK-A-1217        | Johannes Glauber                                                      | Arcadisch landschap met Salmacis en Hermaphroditus | 1680-1726     |            |
| SK-C-810         | Toegeschreven aan Sigismund Gleismüller                               | Kruisiging | Ca. 1475-1500 |            |
| SK-A-2548        | Toegeschreven aan Sigismund Gleismüller                               | Kruisiging | Ca. 1475-1500 |            |